# Словацкий, Эузебиуш
Эузе́биуш Слова́цкий (Евсевий Яковлевич Словацкий, пол. Euzebiusz Słowacki, лит. Euzebijus Slovackis; 15 декабря 1772, по другим сведениям 15 ноября 1773 — 10 ноября 1814, Вильна) — польский поэт, драматург, переводчик и историк литературы; отец поэта Юлиуша Словацкого.

## Биография
С 1806 года был профессором лицея в Кременце, с 1811 — профессором риторики и поэзии Виленского университета. В 1812—1814 годах редактор газеты „Kurier Litewski“ (позднее выходившей под названием „Kurier Wileński“).
Переводил античных авторов, стихотворные произведения с латинского и французского языков; перевёл эпическую поэму Вольтера «Генриада», также произведения Жана Расина и Соломона Геснера
Автор трагедий на исторические темы (например, о Миндовге „Mendog, król litewski“; поставлена в 1813 году). Издавал сочинения неизвестных польских писателей.
В трудах по эстетике, теории словесности, риторике следовал традициям классицизма.
Умер от туберкулёза. Похоронен на кладбище Расу в Вильне.

## Сочинения
- Prawidła wymowy i poezji wyjęte z „Dzieł“ (Wilno, 1826)
- Wanda (трагедия; ок. 1806)
- Mendog, król litewski (постановка ок. 1813)